# Catharsis
Cathársis (др.-греч. κάθαρσις — возвышение, очищение, оздоровление, рус. Ката́рсис) — российская рок-группа, играющая музыку в стиле пауэр-метал.

## История
Группа была образована в 1996 году в Москве. На демо-альбоме Proles Florum Catharsis исполнял дэт-дум-метал с симфоническими аранжировками, однако уже с мини-альбома Febris Erotica (1999) музыканты перешли к жанру симфонический пауэр-метал. Читатели журнала Rock City выбрали группу «Новичками года» в 1999. В первые годы Catharsis был ориентирован на экспорт и издания за рубежом, с чем связаны название латиницей и тексты ранних альбомов, написанные на английском. Основным автором музыки и текстов в этот период был гитарист Антон Арих.
В 2001 году был выпущен альбом Dea, группа выступила совместно со знаменитой финской power-metal командой Nightwish в Москве. В это время обстановка в группе обострилась, и в начале 2002 года коллектив покинули гитарист и автор Антон Арих и барабанщик Владимир Мучнов. Из-за этого раскола и вопроса с авторскими правами Catharsis впоследствии почти не исполняли материал с ранних альбомов.
В 2002 году к коллективу присоединился Олег «Mission» Мишин, опытный гитарист и флейтист, ставший основным автором песен для двух следующих альбомов группы: «Имаго» (2002) и «Крылья» (2005). Также ко многим песням стихи написала Маргарита Пушкина, известная по работе с другими российскими метал-группами (Ария, Кипелов, Маврин, Мастер). Тексты на сей раз были на русском, и группа приобрела более широкую известность в России. Появились поклонники Catharsis, известные как «ауры» (от англ.: «Our Catharsis» — наш Катарсис). В 2006 году Catharsis получили Russian Alternative Music Prize как лучшая метал-группа России.
Группа Amatory, играющая альтернативный метал, записала кавер-версию песни «Крылья». Данный трек вошёл в их миньон «Discovery», а чуть позже Catharsis включили чуть изменённую версию (с женским вокалом в припеве) в свой релиз «Баллада земли». В 2007 году Catharsis записывают англоязычный вариант песни «Крылья», вокальные партии в которой исполнили Felix и Matthias из знаменитой немецкой группы Crematory.
После продолжительного застоя, 12 марта 2010 года Catharsis выпустил мини-альбом «Иной», выложив его в Интернет в формате MP3 для бесплатного скачивания. 5 апреля 2010 года совместно с администрацией сайта RuTracker.org (ex-Torrents.ru) в виде эксклюзива мини-альбом был выложен в формате FLAC, предусматривающий сжатие без потерь.
21 мая 2010 года на концерте в клубе «Точка» (Москва) группа представила новую песню, получившую название «Не плачь». Песня была исполнена совместно с Ксенией Тимониной.
В конце августа 2010 года группа приступила к записи нового альбома, получившего название «Светлый альбом». В альбом вошли 11 песен, три из которых («Иной», «Детям Вольного Ветра» и «Мы Победим!») уже были изданы ранее, но были полностью перезаписаны. Остальные композиции ранее нигде не издавались и не исполнялись. Новый диск продолжил традицию оформления обложек. В роли крылатой девушки выступила специально приглашенная для фотосъемки модель. Альбом поступил в продажу 28 ноября и параллельно с этим был выложен группой для бесплатного скачивания в интернете, в его поддержку группа проводит «Светлый Тур», который начался 6 октября в Иркутске и охватил Россию, Украину и Беларусь.
В сентябре 2010 года группа закончила запись нового альбома. Сведением «Светлого Альбома» занимался Саша Паэт. 3 октября 2010 года на концерте в Санкт-Петербурге (перед началом «Светлого тура») группа представила песню «Триста лет полета». На этом концерте, как и в ходе всего тура к группе присоединились Вова «Bill Steer» Лицов (гитара), Анатолий Левитин (ударные). Во второй части «Светлого тура» в качестве ударника к группе вновь присоединился Алексей Барзилович.
16 октября 2011 года в клубе Milk Moscow группа отпраздновала своё 15-летие. В концерте приняли участие бывшие музыканты — Антон Арих, Сергей Бендриков и Александра Абанина, а также приглашённые музыканты группы — Даниил Захаренков (Чёрный обелиск), Сергей Абрамов (Омела) и Владимир Лицов (Легион)
1 сентября 2012 года вышел новый DVD группы. Диск получил название — «15 лет полёта» В июне 2013 года музыканты приняли участие во втором рок-фестивале «Остров» в городе Архангельске.

## Сольное творчество и сайд-проекты
Олег Жиляков
- В 2005 году спел в песне «Everythin is falling again» зеленоградской группы «Obsession»[6]
- В феврале 2007 года принял участие в презентации второго альбома «Театр Военных Действий, Акт 2» московской группы «Фактор Страха».
- В начале 2009 года принял участие в качестве бэк-вокалиста в записи одной из песен альбома «Я тот, кто я есть!» группы «Чёрный кузнец».[7]
- В ноябре 2009 года принимает участие в презентации дебютного альбома «Last Hero» санкт-петербургской группы «Amalgama», вместе с группой исполнив песню «Здесь и сейчас».
- В 2010 году совместно с другими музыкантами принял участие в записи кавера на песню «Новорожденный Огонь» из к/ф «Не бойся, я с тобой», в рамках проекта Кирилла Немоляева «Тяжёлые песни о главном-2».
- В 2023 году совместно с Михаилом Житняковым, Петром Елфимовым, Артуром Беркутом, Игорем «Кэшем», Максимом Самосватом и другими вокалистами принял участие в записи песни «Здесь и сейчас» Виталия Дубинина для EP «Бал-Маскарад. Постскриптум»

Олег Мишин
- В 2006 году вышло его первое демо, а в 2007 году — дебютный альбом «Ангел». 17 марта 2011 года состоялся релиз мини-альбома «Бестия».
- На альбоме «1079» группы «Salantina», вышедшем в конце 2010 года, Олег Мишин записал партию флейты в песне «Тринадцать звезд».
- С 2009 года является гитаристом группы Манго-Манго.

## Состав

### Нынешний состав
1. Игорь «Jeff» Поляков — ритм-гитара (1996—настоящее время)
2. Юлия «Red» Чумакова — клавиши, бэк-вокал (1997—настоящее время)
3. Олег Жиляков — вокал (1999—настоящее время)
4. Олег «Mission» Мишин — гитара, флейта (2002—настоящее время)
5. Александр «Граф» Тимонин — бас (2002—настоящее время)
6. Анатолий Левитин — ударные (временно не гастролирует) (2008—настоящее время)
7. Ольга Петрова — скрипка (2019—настоящее время)
8. Андрей Ищенко — ударные (сесионно) (2024—настоящее время)

### Бывшие участники
- Антон «Anthony» Арих — гитара (1996—2001)
- Максим Полднев — ударные (1996)
- Татьяна Кораблина — клавишные, бэк-вокал (1996—1997)
- Ярослав Ерёмин — клавишные (1996—1997)
- Сергей «Immortal» Бендриков — вокал (1996—1998)
- Юрий «Дракон» Бочаров — бас (1996—1997)
- Алексей «Cry» Краев — бас (1997—1998)
- Владимир «Mooch» Мучнов — ударные (1997—2001)
- Александра «Al From Hell» Абанина — клавишные, бэк-вокал (1997—1998)
- Алексей Карлин — бас (1998—1999)
- Андрей Барткевич — вокал (1998—1999)
- Роман Сенкин — бас (1999)
- Вадим Быстров — бас (1999—2000)
- Андрей Капачев — вокал (1999)
- Андрей Ищенко — ударные (2002—2010)
- Алексей Барзилович — ударные (2006—2007)

## Награды
- 2006 год, премия Russian Alternative Music Prize в номинации «Metal-группа года».

## Дискография
Студийные полноформатные альбомы
- 1998 — Proles Florum (магнитоальбом)
- 2001 — Dea
- 2002 — Imago
- 2003 — «Имаго»
- 2005 — «Крылья»
- 2010 — «Светлый альбомъ»
- 2014 — «Индиго»
- 2019 — «Зеркало Судьбы»

Сборники
- 2022 — «Книга времен. Будущее прошлого» (при уч. Симфорнического оркестра "Globalis")

Мини-альбомы
- 1999 — Febris Erotica
- 2004 — «Призрачный свет»
- 2007 — «Баллада Земли»
- 2010 — «Иной»
- 2013 — «Острова во сне»
- 2018 — «Время Потерь»
- 2019 — «Чёрные Сфинксы»

Видео / DVD
- 1998 — The Story: Imago. Part 1
- 2006 — «Верни им небо» (ДК Горбунова 26.03.05)
- 2012 — «15 лет полёта» (Milk 16.10.11)
- 2017 — «Symphoniae Ignis. Концерт с симфоническим оркестром 'Глобалис'» (Bud Arena 05.11.16)

Переиздания
- 2004 — Dea & Febris Erotica
- 2007 — «Призрачный Свет + Баллада Земли»
- 2016 — «Антология. 20 Первых Лет. Полное собрание сочинений» (8 томов. 14 CD + 2 DVD)

Демо
- 1997 — Child of the Flowers
- 1999 — Taedium Vitae
- 2003 — Prima Scriptio
- 2011 — Coversis & OK’ustic (промокопия)